# Cove Neck
Cover Neck es una villa ubicada en el condado de Nassau en el estado estadounidense de Nueva York. En el año 2000 tenía una población de 300 habitantes y una densidad poblacional de 90 personas por km². Cover Neck se encuentra dentro del pueblo de Oyster Bay.

## Geografía
Cover Neck se encuentra ubicada en las coordenadas 40°52′40″N 73°29′50″O / 40.87778, -73.49722. Según la Oficina del Censo, la ciudad tiene un área total de 4,1 km² (1,6 mi²), de la cual 3,3 km² (1,3 mi²) es tierra y 0,7 km² (0,3 mi²) (18.47%) es agua.

## Demografía
Según la Oficina del Censo en 2000 los ingresos medios por hogar en la localidad eran de $159,792, y los ingresos medios por familia eran $177,805. Los hombres tenían unos ingresos medios de $100,000 frente a los $47,188 para las mujeres. La renta per cápita para la localidad era de $110,139. Alrededor del 0% de la población estaban por debajo del umbral de pobreza.